# Maaya Uchida

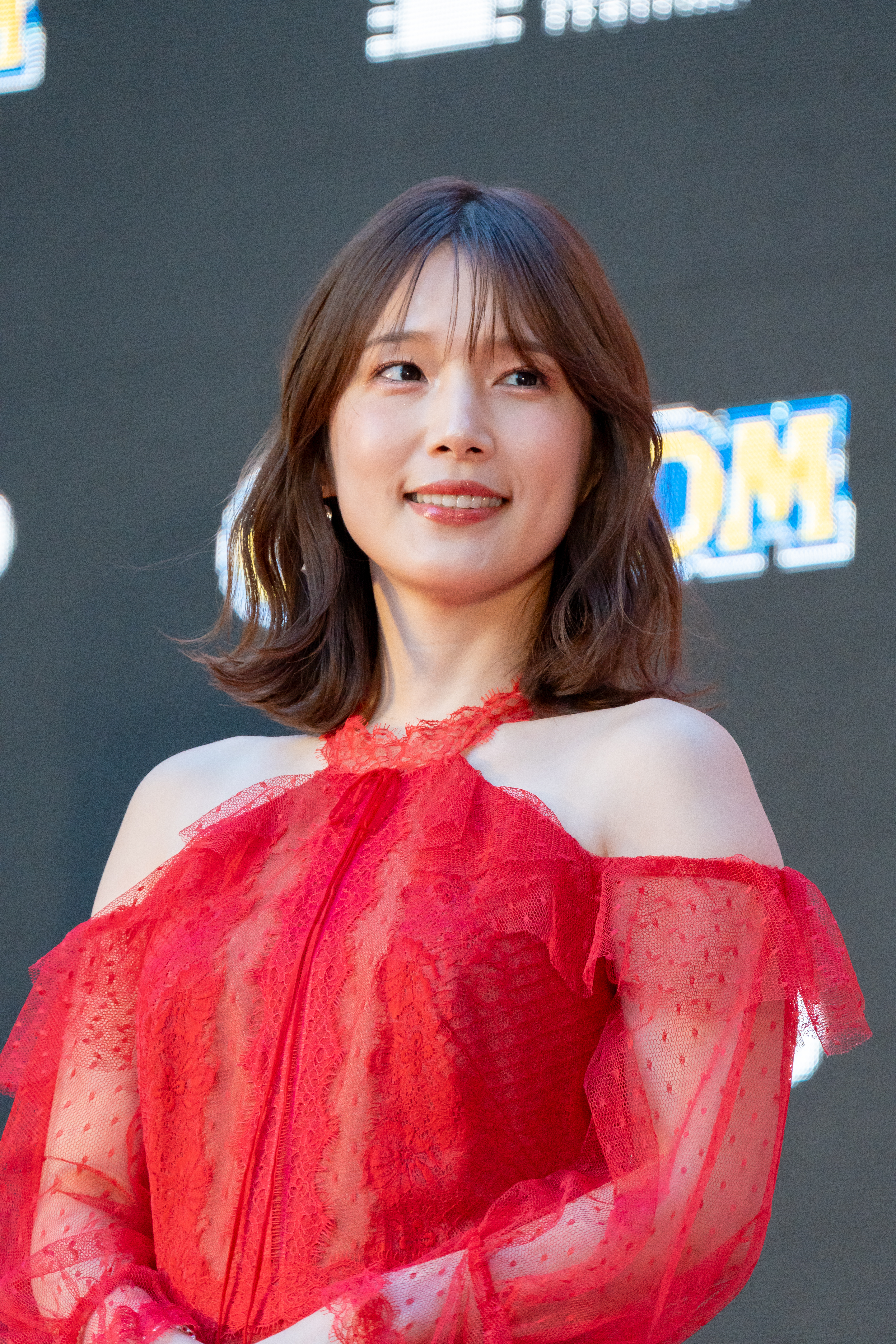
Maaya Uchida (2023)

Maaya Uchida (japanisch 内田 真礼; * 27. Dezember 1989 in der Präfektur Tokio) ist eine japanische Synchronsprecherin (Seiyū), Schauspielerin und Sängerin unter I’m Enterprise.

## Leben
Maaya Uchida schloss 2009 ihre Ausbildung zur Synchronsprecherin an der Nihon Narration Engi Kenkyūjo ab mit dem Debüt als in der Rolle einer Bürokraft der Manga-OVA-Adaption Boku, Otaryman. (ぼく、オタリーマン。) ab. Seit April 2010 steht sie bei der Sprechertalentagentur I’m Enterprise unter Vertrag, ebenso ihr jüngerer Bruder Yūma Uchida. Wegen ihres besonderen Interesses an Videospielen lieh sie ihre Stimme auch dort einer Vielzahl an Rollen. Zu ihren Vorbildern als Sprecherin zählt sie die japanische Synchronsprecherin und Sängerin Kikuko Inoue. Im Februar 2014 gewann sie bei den 8. Seiyū Awards den Preis als Beste Nachwuchssprecherin.
Als Sängerin debütierte Maaya Uchida unter Pony Canyon mit dem von Akihiro Tomita produzierten Song Shōshō no Innocence, der als Vorspann für Akuma no Riddle verwendet wurde. Im Fernsehen spielte sie 2012 und 2013 die Rolle der Hiroyo Hakase in Unofficial Sentai Akibaranger.

## Filmographie

### TV-Animationen
2010
- Ōkami-san: Kind
- The World God Only Knows: Yuri

2011
- Hōrō Musuko: Miyake
- Seikon no Qwaser II: Schülerin
- Kami-sama no Memo-chō: Lehrerin
- YuruYuri: Mari
- Bunny Drop: Erzieherin B
- Man’yū Hikenchō: Muramusume

2012
- Hunter X Hunter: Alluka
- Bodacious Space Pirates: Izumi Yunomoto
- Gokujo: Ai Nanasato
- Kimi to Boku. 2: Hochschülerin
- Shirokuma Cafe: Kawasouko
- Sankarea: Rea Sanka
- Kids on the Slope: Mädel
- YuruYuri 2: Mari
- Kono Naka ni Hitori, Imouto ga Iru!: Yuu
- Dog Days’: Lesa Anrobe
- Love, Chunibyo & Other Delusions: Rikka Takanashi
- K: Chiho Hyuuga
- Suki-tte Ii na yo.: Studentin

2013
- Mangirl!: An Abe
- Ai Mai Mi: Mii
- Maoyū: Magd
- Bakumatsu Gijinden Roman: Okuni
- GJ-bu: Mao Amatsuka
- Vividred Operation: Rei Kuroki
- Pretty Rhythm Rainbow Live: Wakana Morizono
- Toaru Kagaku no Railgun S: Frenda Seivelun
- Dog & Scissors: Sakura Honda
- High School D×D New: Irina Shido
- Gatchaman Crowds: Hajime Ichinose
- Super Seisyun Brothers: Ui Umezono
- Outbreak Company: Minori Koganuma

2014
- Robot Girls Z: Gecchan
- Saki Zenkoku-hen: Toyone Anetai
- Noragami: Hiyori Iki
- Love, Chunibyo & Other Delusions! -Heart Throb-: Rikka Takanashi
- Z/X Ignition: Chitose Aoba
- Gochūmon wa Usagi Desu ka?: Sharo Kirima
- Date A Live II: Kaguya Yamai
- Ai Mai Mi: Mōsō Catastrophe: Mii
- Rail Wars!: Haruka Koumi
- Ao Haru Ride: Futaba Yoshioka
- Hunter × Hunter: Alluka Zoldyck
- Ore, Twintail ni Narimasu.: Twoerle
- Shirogane no Ishi Argevollen: Namie Portman
- Girl Friend Beta: Nao Miyoshi

2015
- The Idolmaster Cinderella Girls: Ranko Kanzaki
- Uwabaki Cook: Piasus jüngere Schwester
- Dog Days": Lesa Anrobe
- World Break: Aria of Curse for a Holy Swordsman: Haruka Momochi
- Etotama: Doratan
- Food Wars! Shokugeki no Soma: Yūki Yoshino
- Is It Wrong to Try to Pick Up Girls in a Dungeon?: Liliruca Arde[3]
- My Love Story!!: Verkäuferin
- High School D×D BorN: Irina Shido[4]
- Yamada-kun and the Seven Witches: Miyabi Itō
- The Idolmaster Cinderella Girls 2nd Season: Ranko Kanzaki
- Gatchaman Crowds insight: Hajime Ichinose
- Chaos Dragon: Lou Zhenhua
- Charlotte: Yusa Nishimori/Yusa Kurobane, Misa
- Gate: Jieitai Kano Chi nite, Kaku Tatakaeri: Shino Kuribayashi
- Gochūmon wa Usagi Desu ka?: Sharo Kirima
- Noragami Aragato: Hiyori Iki
- Heavy Object: Lady Vanderbilt

2016
- Active Raid: Miv
- Food Wars! The Second Plate: Yūki Yoshino
- Gate: Jieitai Kano Chi nite, Kaku Tatakaeri: Enryū-hen: Shino Kuribayashi
- Kamisama Minarai: Himitsu no Cocotama: Mush Mukunnu
- Musaigen no Phantom World: Koito Minase[5]
- Kabaneri of the Iron Fortress: Ayame
- Ragnastrike Angels: Izuki Kanomiya
- Saiki Kusuo no Psi-nan: Chisato Mera
- Seisen Cerberus: Ryūkoku no Fatalite: Erin
- Strike Witches: Miya Misumi

2019
- The Helpful Fox Senko-san: Shiro

### Filme
- Patema Inverted (2013): Kaho
- Takanashi Rikka Kai: Gekijō-ban Chūnibyō Demo Koi ga Shitai! (2013): Rikka Takanashi
- New Initial D the Movie (2014): Natsuki Mogi

### Original Video Animationens (OVA)
- Holy Knight (2012), Lilith Sugimoto
- Love, Chunibyo & Other Delusions (2013), Rikka Takanashi
- GJ-bu@ (2014), Mao Amatsuka
- Yamada-kun and the Seven Witches (2014), Miyabi Itō

### Web-Anime (ONA)
- Ai Mai Mi (2013), Mi
- Comical Psychosomatic Medicine (2015), Himeru Kangoshi[6]
- Robot Girl Z+ (2015): Gecchan
- Jaku-San-Sei Million Arthur (2015): Diva Arthur

### Fernsehfilme
- Unofficial Sentai Akibaranger (2012), Hiroyo Hakase, Aoi Ichikawa/Z-Cune Aoi (Stimme)
- Unofficial Sentai Akibaranger: Season Two (2013), Hiroyo Hakase, Aoi Ichikawa/Z-Cune Aoi (Stimme)

### Videospiele
- Final Fantasy XIV: A Realm Reborn (2013), Iceheart/Saint Shiva
- Tears to Tiara II: Heir of the Overlord (2013), Artio
- Drakengard 3 (2013), Zero
- Ar Nosurge (2014), Nay
- Disgaea 4: Return (2014), Nagi Clockwork
- Hyperdevotion Noire: Goddess Black Heart (2014), Ester
- SHORT PEACE: Ranko Tsukigime's Longest Day (2014), Ranko Tsukigime und andere weibliche Rollen
- Phantasy Star Nova (2014), Lutia
- Corpse Party: Blood Drive (2014), Magali Mizuki
- Zero: Nuregarasu no Miko (2014), Miu Hinasaki
- Final Fantasy XIV: Heavensward (2015), Iceheart/Saint Shiva
- Megadimension Neptunia VII (2015), S-Sha/E-Sha
- Shironeko Project (2015), Charlotte
- Stella Glow (2015), Popo
- MÚSECA (2015), ILLIL
- THE iDOLM@STER CINDERELLA GIRLS (2011), Kanzaki Ranko
- THE iDOLM@STER ONE FOR ALL (2014), Kanzaki Ranko
- Special Force 2 (MMOFPS Online) (2016), Sophia K
- Genshin Impact (2020), Fischl

### Synchronrollen
- Big, Jang Mari (Bae Suzy)
- Grandma, Sage (Julia Garner)
- Nail Shop Paris, Hong Yeo Joo (Park Gyu-ri)

## Diskographie
| Jahr | Single | Oricon Charts |
| ---- | --- | ------------- |
| 2014 | Sōshō Innocence, jap. 創傷イノセンス - erschienen: 24. April 2014 bei Pony Canyon - Format: CD              | 14            |
| 2014 | Gimme! Revolution, jap. ギミー!レボリューション - erschienen: 22. Oktober 2014 bei Pony Canyon - Format: CD | 12            |
| 2015 | Karappo Capsule, jap. からっぽカプセル - erschienen: 1. April 2015 bei Pony Canyon - Format: CD             | 14            |

## Publikationen

### Photobooks
- 24.12.2014: Maaya (まあや)

### Zeitschriften
- 10.06.2013: Seiyū Grand Prix, Juli (Cover & Feature)
- 10.09.2013: Seiyū Paradise, Bd. 19 (Cover & Feature)
- 10.02.2014: Seiyū Grand Prix, März (Cover & Feature)
- 10.09.2014: Seiyū Animedia, Oktober (Cover & Feature)
- 11.09.2014: Young Jump, September (Cover & Feature)

### Videos
- 27.08.2012: Akihabara Seiyū Matsuri: THE MOVIE (秋葉原声優まつり THE MOVIE)
- 22.02.2013: Ura Ai Mai Mi (裏あいまいみー)
- 17.04.2013: Kane-Tomo Seiyuu Lab, Bd. 1 (金朋声優ラボ Vol.1)
- 21.10.2013: Takamori Natsumi to Uchida Maaya no Seiyū Shokugyō Taiken-sho (高森奈津美と内田真礼の声優職業体験所)
- 24.12.2013: Riddle Heart I – Pension Stone Mountain Satsujin Shiken (リドルハートI〜ペンション・ストーンマウンテン殺人事件〜)
- 24.12.2014: Maaya, Okinawa ni Ittekimashita! (まあや、沖縄に行ってきましたっ!)